# Ley Juárez
La Ley sobre Administración de Justicia y Orgánica de los Tribunales de la Nación, del Distrito y Territorios, también conocida como Ley Juárez, fue promulgada por Benito Juárez en México el 23 de noviembre de 1855. 
Esta ley suprimió los tribunales especiales evadiendo los acostumbrados derechos de los militares y religiosos. Gracias a esta ley, los miembros del ejército y del clero podrían ser juzgados por cualquier tribunal del Estado en asuntos civiles, no obstante, persistieron los tribunales militares y eclesiásticos para juzgar los delitos penales, aunque se recomendó al clero abandonar su fuero para estos casos. La Ley Juárez es considerada como la primera promulgada de las Leyes de Juárez 

## Marco histórico y promulgación
Tras la victoria de la Revolución de Ayutla, Juan Álvarez asumió la presidencia de México el 4 de octubre de 1855. Benito Juárez fue designado secretario de Justicia, Negocios Eclesiásticos e Instrucción Pública del nuevo gabinete, el 23 de noviembre promulgó la nueva ley, la cual fue redactada con la colaboración de Manuel Dublán e Ignacio Mariscal.
Juárez, quien era un liberal radical, o «puro», pretendió eliminar todos los privilegios a militares y religiosos, sin embargo el secretario de Guerra, Ignacio Comonfort, recomendó al presidente Álvarez prudencia para esta ley, por tal motivo se mantuvieron los tribunales castrenses y eclesiásticos para juzgar los casos en materia penal.
La ley se conformó por setenta y siete artículos y cuatro transitorios. Del artículo 23 al 47 se establecía crear un Tribunal Superior de Justicia en el Distrito de México conformado por tres salas: dos unitarias de segunda instancia y la de tercera instancia compuesta por tres magistrados; se deberían crear cinco juzgados para el ramo civil y cinco juzgados para el penal, se establecerían además los juzgados de paz y las alcaldías.

## Reacciones y consecuencias
Al día siguiente de la promulgación. Benito Juárez envió una copia de la ley al arzobispo de México, José Lázaro de la Garza y Ballesteros. El día 27, después de haberse reunido con su cabildo, el arzobispo se pronunció en contra de la ley considerándola atentatoria a los derechos de la Iglesia católica, especialmente lo tocante a los artículos 42, 44 y 4.° transitorio sobre los tribunales eclesiásticos. De la Garza,y los miembros de su clero, se negaron a renunciar a su fuero apelando la decisión de la Santa Sede. El arzobispo de Morelia, Clemente de Jesús Munguía, protestó en contra de la ley aduciendo que el fuero eclesiástico estaba apoyado en el derecho divino, natural y positivo. De igual forma protestaron, el obispo de San Luis Potosí, Pedro Barajas y Moreno, el obispo de Guadalajara, Pedro Espinosa y Dávalos y el obispo de Puebla, Pelagio Antonio de Labastida y Dávalos
Por otra parte, la ley fue repudiada por los periódicos conservadores La Cruz, La Verdad o La Patria, pero aclamada por la prensa liberal, como El Monitor Republicano o Don Simplicio. La sociedad comenzó a polarizarse, por una parte se escucharon los reclamos de «¡religión y fueros!», y por otra parte la contraréplica: «¡no más fueros!, ¡no más privilegios!, ¡igualdad para todos los ciudadanos!».
El 25 de junio de 1856 —cuando todavía continuaban los reclamos en contra de la Ley Juárez— fue promulgada la ley Lerdo la cual desamortizaba los bienes del clero, las protestas se incrementaron. No obstante, tanto la Ley Juárez como la Ley Lerdo fueron ratificadas y aprobadas en todas sus partes por el Congreso Constituyente que redactó la Constitución Federal de los Estados Unidos Mexicanos de 1857. El papa Pio IX se declaró en contra de la legislación mexicana, a la que consideró contraria a los derechos, el dogma, la autoridad y la libertad de la Iglesia. Si bien los conservadores iniciaron sus reclamos desde el momento en que se dio a conocer la Ley Juárez, la promulgación de la nueva Constitución incrementó su reacción culminando en la proclamación del Plan de Tacubaya, sus adhesiones y, consecuentemente, en el inicio de la guerra de Reforma.